# جوزيت بوشيل مينغو
جوزيت بوشيل مينغو (بالإنجليزية: Josette Bushell-Mingo)‏، هي مُمثلة إنجليزية من أصول كينية مُقيمة في السويد. رُشحت المُمثلة سنة 2017 للتنافس على نيل جائزة الأكاديمية الأفريقية للأفلام لأفضل ممثلة في دور رئيسي عن دورها في فيلم بينما نعيش.

## روابط خارجية
جوزيت بوشيل مينغو على موقع IMDb (الإنجليزية)